# اسپارک

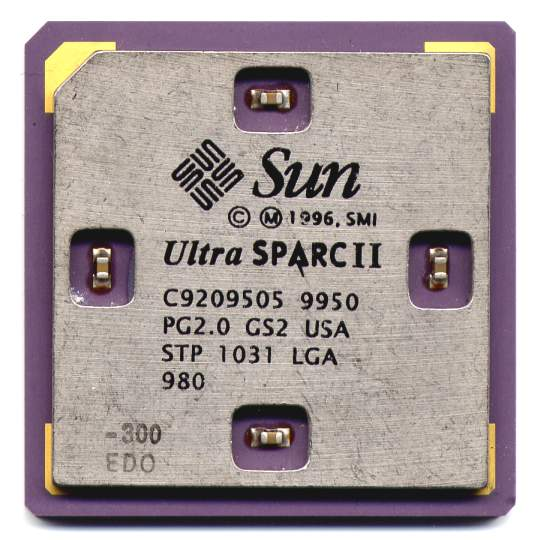
ریزپردازنده UltraSPARC II

اسپارک (به انگلیسی: SPARC)، (برگرفته از scalable processor architecture به معنای معماری پردازنده مقیاس‌پذیر) یک نوع معماری پردازنده از نوع معماری ریسک است که توسط شرکت سان مایکروسیستمز توسعه یافته و در اواسط سال ۱۹۸۷ معرفی شد. اسپارک یک نشان تجاری ثبت شده برای شرکت اسپارک اینترنشنال است که در سال ۱۹۸۹ به منظور ترویج معماری اسپارک، مدیریت نشان‌های تجاری و فراهم کردن تست هماهنگی تأسیس شد. در مارس سال ۲۰۰۶، طراحی کامل ریزپردازنده UltraSPARC T1 شرکت سان به صورت متن‌باز در وبگاه OpenSPARC.net منتشر شد و OpenSPARC T1 نام گرفت. در سال ۲۰۰۷ جزئیات طراحی ریزپردازنده UltraSPARC T2 هم با نام OpenSPARC T2 منتشر شد.